# Galerie Opéra
La Galerie Opéra est une galerie marchande belge située dans le centre-ville de Liège sur la place de la République française.

## Historique
La galerie a été inaugurée le 11 décembre 1981 par Édouard Close, bourgmestre de Liège. Le cinéma Opéra avec ses 6 salles ouvert depuis 1981 ferme définitivement ses portes en 2004.
En 2008, l'université de Liège annonce son souhait de racheter les salles afin d'y installer des amphithéâtres. Le service communication s'installe dès 2010 au 7e étage. Les 5 nouveaux amphithéâtres, aménagés depuis 2011, sont inaugurés en 2013 et présentent une capacité d'accueil de 1 250 (un 500 places, deux de 250 places, un de 150 places et un de 100 places). Ces nouvelles salles sont accompagnées d'un nouveau balcon. En 2014, un espace presse de l'université s'installe au rez-de-chaussée de la galerie. En juin 2018, toujours au rez-de-chaussée, l'ULiège inaugure un centre d'informations, celui-ci préfigure d'autres aménagements sur trois niveaux : Global Student Centre de l'ULiège qui se déploiera sur 2 040 m2 en 2019-2020 sur trois niveaux. Celui-ci comprendra un espace paysager de 101 places, une salle d'études de 65 places, un espace multimédia, une salle polyvalente, une salle de détente (au -1), le centre d'informations et les Presses universitaires de Liège (au rez-de-chaussée), une salle d'études de 60 places et les bureaux du Service social des étudiants et d'Orientation universitaire (au +1).
En 2012, lors de l'installation du balcon par l'université de Liège, des morceaux de béton chutent sur le trottoir. Après expertise, il apparaît que les parements des colonnes en béton sont rouillés, ceux-ci sont donc démontés. Fin 2018, début 2019, ces parements sont remplacés par des éléments en acier inoxydable à facettes multimiroirs imaginés par l'architecte Daniel Dethier.

## Commerces
La galerie est principalement occupée par un hôtel Ibis et 5 amphithéâtres de l'université de Liège, en plus de divers commerces dont :
- Desigual
- Guess
- Boutique RG (Univers de TinTin, Pyjama Woody, vêtement enfant)

## Accès
La galerie est accessible via plusieurs entrées situées place de la République française, rue Georges-Clemenceau et rue Pont d'Île.

## Œuvre
La sculpture Les Danseurs est une œuvre Mady Andrien réalisée 1981.

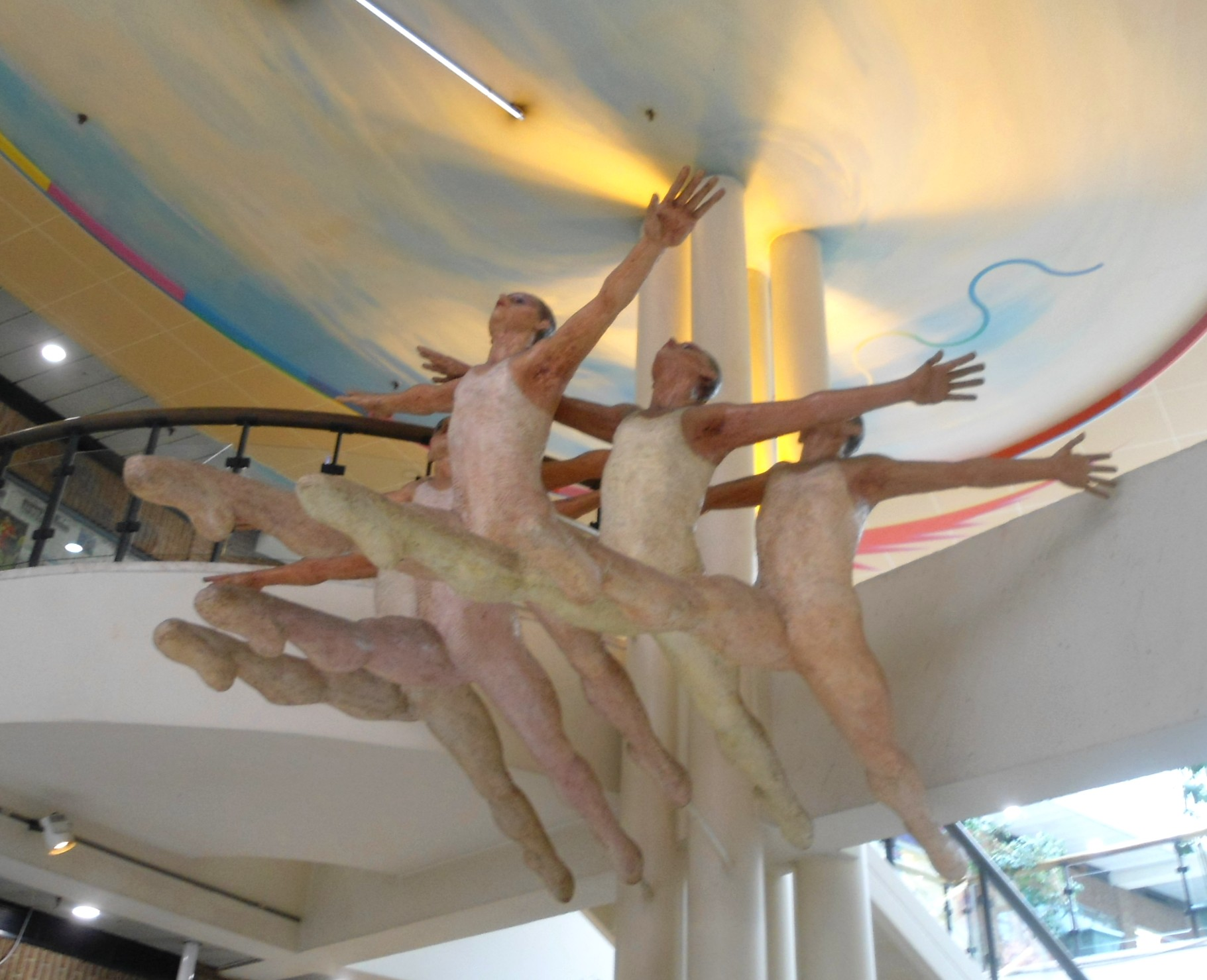
Les Danseurs de Mady Andrien